# Impatiens bemarahensis
Impatiens bemarahensis är en balsaminväxtart som beskrevs av Fischer och Rahelivololona. Impatiens bemarahensis ingår i släktet balsaminer, och familjen balsaminväxter. Inga underarter finns listade i Catalogue of Life.